# Ray Milland
Ray Milland, vlastním jménem Alfred Reginald Jones (3. ledna 1907 – 10. března 1986) byl velšský herec, který se proslavil v Hollywoodu.
Roku 1945 získal, jako první Velšan, Oscara za mužský herecký výkon v hlavní roli ve filmu Ztracený víkend, kde ztvárnil spisovatele bojujícího se závislostí na alkoholu. Za stejnou roli získal i cenu na filmovém festivalu v Cannes. Hrál též v Hitchcockově snímku Dial M for Murder (1954) či v romantickém filmu Love Story (1970). V pozdní fázi své kariéry tvořil hlavně v televizi, populárním se stal díky sitcomu The Ray Milland Show (původní název byl Meet Mr. McNutley) i díky detektivnímu seriálu Markham.